# North Piddle
North Piddle est une localité anglaise située dans le comté du Worcestershire.